# Oncocalyx kelleri
Oncocalyx kelleri är en tvåhjärtbladig växtart som först beskrevs av Adolf Engler, och fick sitt nu gällande namn av Michael George Gilbert. Oncocalyx kelleri ingår i släktet Oncocalyx och familjen Loranthaceae. Inga underarter finns listade i Catalogue of Life.